# Dax McCarty
Michael Dax McCarty (Winter Park, Florida, Estados Unidos; 30 de abril de 1987) es un exfutbolista estadounidense. Jugaba de centrocampista.
Fue internacional absoluto con la selección de los Estados Unidos entre los años 2009 y 2017, donde jugó 13 partidos (12 oficiales), y ganó la Copa de Oro de la Concacaf de 2017.

## Trayectoria

### Inicios
McCarty creció en Winter Park, Florida, y durante su niñez fue parte de la United States Soccer Redidency program en la academia Edison Soccer en Bradenton, Florida. Además fue miembro de la Ajax Orlando Prospects en la USL Premier Development League.
Jugó al fútbol universitario en la Universidad de Carolina del Norte en Chapel Hill desde la 2004-05. Jugó 45 encuentros, anotó 4 goles y 11 repartió asistencias. Fue parte del All-ACC first team de 2005.

## Profesional

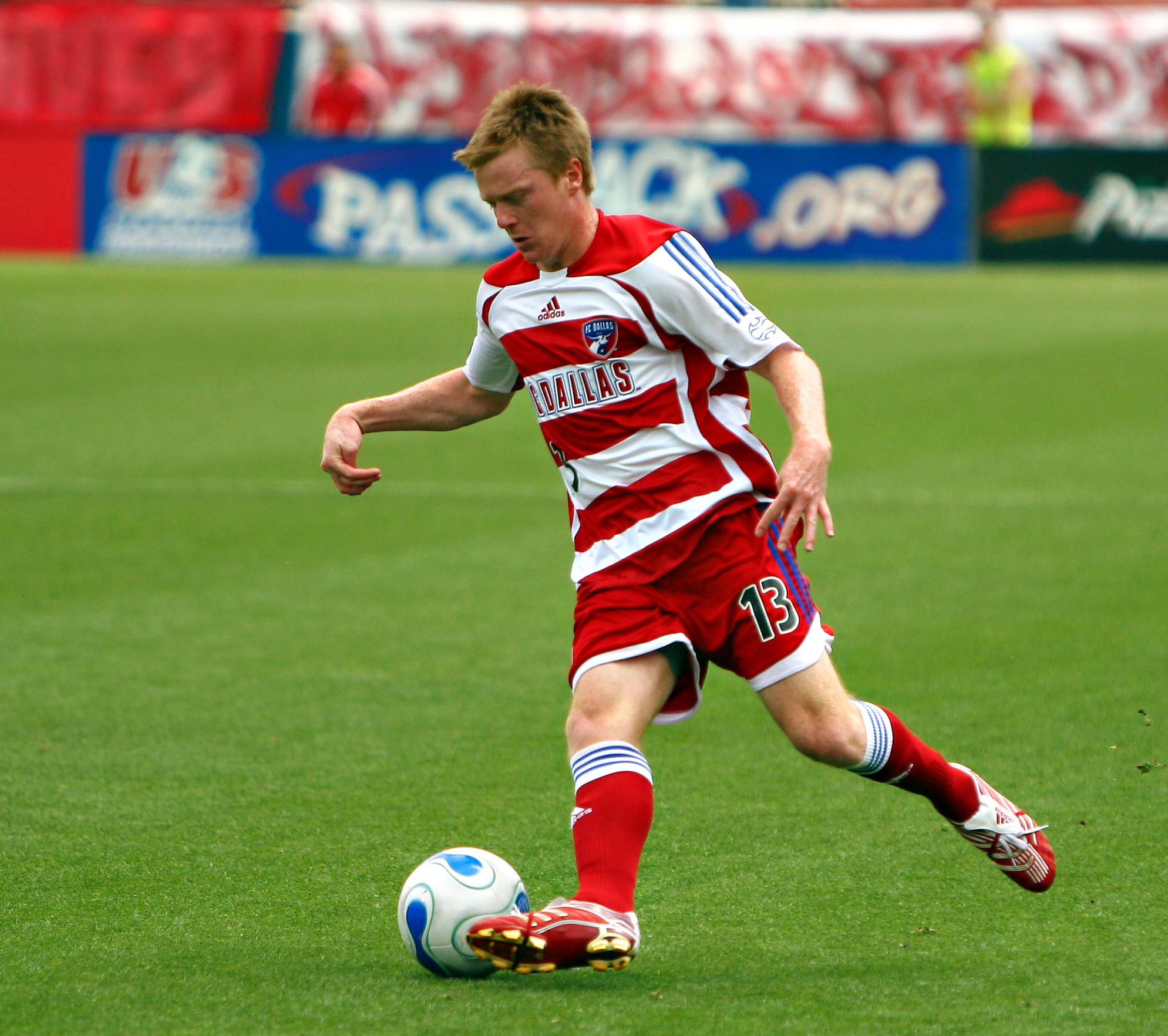
McCarty jugando para el FC Dallas

### FC Dallas
Luego de dos años en Carolina del Norte, fue elegido por el FC Dallas en el Super Draft de la MLS 2006 en el sexto lugar de la primera ronda. Debutó en la MLS el 1 de julio de 2006, en la derrota por 3-0 contra el Chivas USA. En mayo de 2008 se sometió a una cirugía de pubalgia en Alemania.

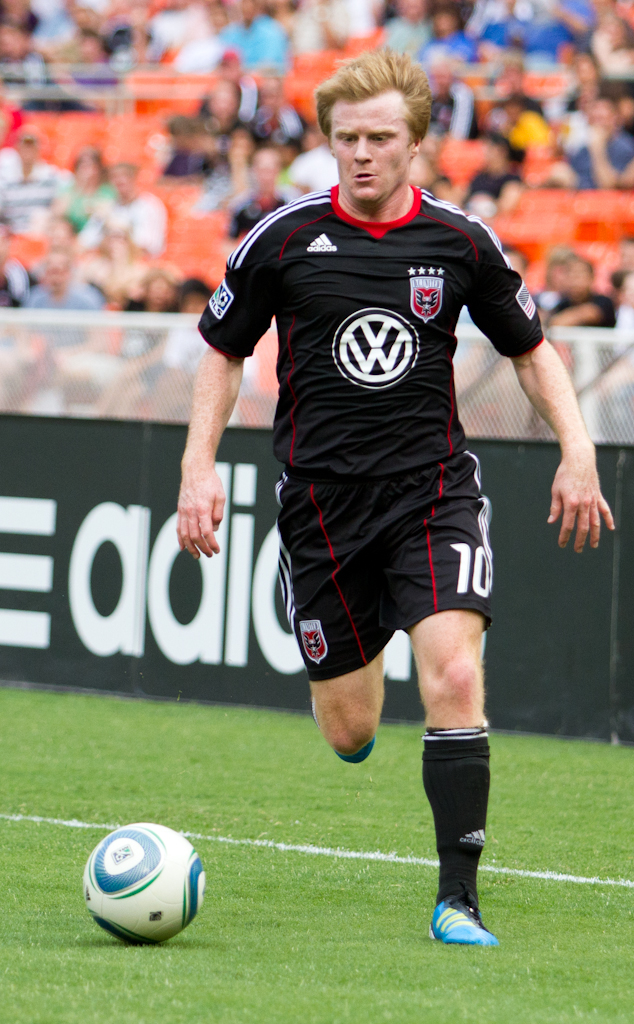
McCarty con D.C. United.

Fue un jugador clave de la temporada 2009 de Dallas, donde el entrenador Schellas Hyndman dio prioridad para retener al jugador en el equipo. Para la temporada 2010 fue clave para llevar al FC Dallas a los playoffs de la MLS Cup. El 6 de noviembre marcó el gol de la victoria contra el Real Salt Lake para llegar a las finales de la conferencia oeste. FC Dallas no pudo conseguir la MLS Cup de 2010, donde perdió 2-1 ante Colorado Rapids. Ese fue su último encuentro con Dallas.

### D.C. United
El 24 de noviembre de 2010, McCarty fue seleccionado por los Portland Timbers en el Draft de expansión de 2010, e inmediatamente fue intercambiado al D.C. United por Rodney Wallace. Luego de cuatro meses en el club fue nombrado capitán del equipo por el entrenador Bel Olsen. Debutó en el D.C. en la primera jornada del campeonato en la victoria 3-1 al Columbus Crew. Tras jugar 13 encuentros con el club fue transferido a los New York Red Bulls en la mitad de la temporada.

### New York Red Bulls
El 27 de junio de 2011, fue transferido al New York Red Bulls como intercambio por Dwayne De Rosario. Se ganó la titularidad del equipo, y fue apodado el "Ninja pelirrojo" (Ginger Ninja) por los fanáticos del club. Jugó una gran temporada 2012, donde anotó tres goles en 33 encuentros y registró tres asistencias. Fue catalogado como un jugador sub valorado, jugando al lado de grandes figuras en el Red Bull, como Thiery Henry y Tim Cahill.
A comienzos de la temporada 2014, el director deportivo Andy Roxburgh, extendió el contrato de McCarty, y mencionó que el jugador es "el corazón y el alma del equipo". McCarty contribuyó en la obtención del MLS Supporters' Shield de 2013, donde jugó 30 encuentros y anotó cuatro goles. El 26 de agosto de 2014 debutó en la Liga de Campeones de la Concacaf, en la victoria 2-0 ante el C.D. FAS de El Salvador. Jugó los play offs de la conferencia este de 2014, donde perdió la final contra el New England Revolution. Al término de la temporada, el gol de McCarty al portero del New England, Bobby Shuttleworth del 2 de agosto, fue nominado a gol del año de la MLS. En diciembre de 2014, Red Bull rechazó una oferta de Orlando City por el jugador.
Fue nombrado capitán del equipo el 8 de marzo de 2015 por el nuevo entrenador Jesse Marsch. En su primera temporada como capitán jugó 39 encuentros en todas las competiciones y registró ocho asistencias. Junto a sus compañeros Sacha Kljestan y Felipe, formaron un fuerte trío en el mediocampo, y ayudaron a que New York ganara el Supporters' Shield de 2015. El 1 de noviembre de 2015, McCarty anotó el gol de la victoria al D.C. United en las semifinales de la MLS Cup.
Durante la pretemporada del 2016, McCarty renovó su contrato con el club. ESPN nombró a McCarty, junto a Darlington Nagbe, como los jugadores más sub valorados de la MLS. En mayo de 2016, en el partido contra Toronto FC, McCarty se convirtió en el segundo jugador de la historia del club en jugar 150 partidos de liga. Luego de la eliminación de play offs ante el Montreal Impact; McCarty jugó su encuentros 198 con el club, donde se volvió el jugador con más partidos jugados con el New York Red Bulls.

### Chicago Fire
El 16 de enero de 2017 McCarty fue transferido al Chicago Fire a cambio de $400,000.

### Nashville SC
El 12 de noviembre de 2019 se oficializó su intercambio al Nashville Soccer Club para su temporada inaugural de 2020. Chicago Fire recibió $100,000 y la segunda selección del Superdraft de la MLS 2021.

### Atlanta United
El 9 de enero de 2024, como agente libre, el centrocampista firmó en el Atlanta United.

## Selección nacional
McCarty fue parte de la selección de Estados Unidos sub-20 que jugó la Copa Mundial de Fútbol Sub-20 de 2007 en Canadá.
Jugó el Preolímpico de Concacaf de 2008 con la selección de Estados Unidos sub-23 en marzo de 2008. Jugó todos los encuentros del torneo, y fue parte del equipo ideal del torneo, junto a sus compañeros Maurice Edu y Freddy Edu. 
Debutó con la selección absoluta de Estados Unidos el 14 de noviembre de 2009, en un amistoso contra Eslovaquia.

### Participaciones en Copas de Oro
| Copa                            | Sede           | Resultado |
| ------------------------------- | -------------- | --------- |
| Copa de Oro de la Concacaf 2017 | Estados Unidos | Campeón   |

## Estadísticas

### Clubes
Actualizado al último partido disputado el 28 de octubre de 2018.
| FC Dallas Estados Unidos |               |               |     |    |    |   |   |    |    |     |     |    |
| 1.ª | 2006          | 2             | 0   | 0  | 0  | 0 | 0 | 1  | 0  | 3   | 0   |    |
| 1.ª | 2007          | 25            | 1   | 1  | 0  | 4 | 0 | 1  | 0  | 31  | 1   |    |
| 1.ª | 2008          | 17            | 0   | 0  | 0  | 0 | 0 | 0  | 0  | 17  | 0   |    |
| 1.ª | 2009          | 28            | 3   | 0  | 0  | 0 | 0 | 0  | 0  | 28  | 3   |    |
| 1.ª | 2010          | 21            | 1   | 1  | 1  | 0 | 0 | 4  | 1  | 26  | 3   |    |
| Total club | Total club    | 93            | 5   | 2  | 1  | 4 | 0 | 6  | 1  | 105 | 7   |    |
| D.C. United Estados Unidos |               |               |     |    |    |   |   |    |    |     |     |    |
| 1.ª | 2011          | 13            | 0   | 0  | 0  | 0 | 0 | 0  | 0  | 13  | 0   |    |
| Total club | Total club    | 13            | 0   | 0  | 0  | 0 | 0 | 0  | 0  | 13  | 0   |    |
| New York Red Bulls Estados Unidos |               |               |     |    |    |   |   |    |    |     |     |    |
| 1.ª | 2011          | 16            | 0   | 0  | 0  | 0 | 0 | 2  | 0  | 18  | 0   |    |
| 1.ª | 2012          | 33            | 3   | 2  | 0  | 0 | 0 | 2  | 0  | 37  | 3   |    |
| 1.ª | 2013          | 30            | 4   | 2  | 0  | 0 | 0 | 2  | 0  | 34  | 4   |    |
| 1.ª | 2014          | 31            | 3   | 0  | 0  | 3 | 0 | 5  | 0  | 38  | 3   |    |
| 1.ª | 2015          | 32            | 1   | 3  | 0  | 0 | 0 | 4  | 1  | 39  | 2   |    |
| 1.ª | 2016          | 27            | 3   | 2  | 0  | 0 | 0 | 2  | 0  | 31  | 3   |    |
| Total club | Total club    | 169           | 14  | 9  | 0  | 3 | 0 | 17 | 1  | 198 | 15  |    |
| Chicago Fire Estados Unidos |               |               |     |    |    |   |   |    |    |     |     |    |
| 1.ª | 2017          | 28            | 0   | 1  | 0  | 0 | 0 | 1  | 0  | 30  | 0   |    |
| 1.ª | 2018          | 26            | 0   | 4  | 0  | 0 | 0 | 0  | 0  | 30  | 0   |    |
| 1.ª | 2019          | 0             | 0   | 0  | 0  | 0 | 0 | 0  | 0  | 0   | 0   |    |
| Total club | Total club    | 54            | 0   | 5  | 0  | 0 | 0 | 1  | 0  | 60  | 0   |    |
| Total carrera | Total carrera | Total carrera | 329 | 19 | 16 | 1 | 7 | 0  | 24 | 2   | 376 | 22 |
| (1) Incluye datos de la U.S. Open Cup (2007, 2010, 2012, 2013, 2015, 2016, 2017, 2018) (2) Incluye datos de la Liga de Campeones de la Concacaf (2007, 2014) (3) Incluye datos de la Copa MLS (2006, 2007, 2010, 2011, 2012, 2013, 2014, 2015, 2016, 2017). |               |               |     |    |    |   |   |    |    |     |     |    |

### Selección nacional
| Adulta Estados Unidos | 2009          | 2 | 0 | - | - | - | - | 2     | 0 |
| Adulta Estados Unidos | 2010          | 2 | 0 | - | - | - | - | 2     | 0 |
| Adulta Estados Unidos | 2011          | 1 | 0 | - | - | - | - | 1     | 0 |
| Adulta Estados Unidos | 2017          | 1 | 0 | 6 | 0 | - | - | 7     | 0 |
| Adulta Estados Unidos | Total         | 6 | 0 | 6 | 0 | 0 | 0 | 12    | 0 |
| Total carrera | Total carrera | 6 | 0 | 6 | 0 | 0 | 0 | 12(2) | 0 |
| (1) Incluye los partidos de la Copa de Oro 2017. y Eliminatorias Concacaf mundial 2018.(2) No incluye un amistoso no oficial contra Ghana. |               |   |   |   |   |   |   |       |   |

## Palmarés

### Títulos nacionales
| Título                 | Club               | País           | Año  |
| ---------------------- | ------------------ | -------------- | ---- |
| Conference Cup         | FC Dallas          | Estados Unidos | 2010 |
| MLS Supporters' Shield | New York Red Bulls | Estados Unidos | 2013 |
| MLS Supporters' Shield | New York Red Bulls | Estados Unidos | 2015 |

### Títulos internacionales
| Título                  | Club               | País           | Año  |
| ----------------------- | ------------------ | -------------- | ---- |
| Copa Oro de la Concacaf | USA                | Estados Unidos | 2017 |
| Copa Emirates           | New York Red Bulls | Inglaterra     | 2011 |